# The Quarrymen
A The Quarrymen (vagy Quarry Men) angol skiffle zenekar. 1957 márciusában alakította John Lennon Liverpoolban. Leginkább arról nevezetes, hogy a tagjaiból alakult a népszerű The Beatles együttes.

## Történet
Az eredeti tagok Eric Griffith (gitár), Colin Hanton (dob), Rod Davis (bendzsó), Pete Shotton (mosódeszka) és Len Garry (teásdoboz-basszus) voltak. Cserélődések miatt szintén tagja volt az együttesnek Ken Brown (elektromos gitár), John Duff Lowe (gitár, és amikor volt rá lehetőség zongora), George Harrison (gitár), Paul McCartney (gitár és ének), Bill Smith (basszus), Ivan Vaughan (basszus, és menedzser) és Nigel Whallery (basszus).
John Lennon barátaival, Pete Shottonnal és Bill Smithel kezdett skiffle-t játszani. A zenekar neve a Quarry Bank Grammar School alapján lett Quarrymen. Colin Hanton csatlakozott a zenekarhoz és keresetéből (amit kárpitosként kapott) vásárolt magának egy dobot, amire ráfestette a The Quarry Men nevet. Később Bill Smitht lecserélte Len Garry, és az együttes házibulikon és skiffle versenyeken játszik Liverpoolban és környékén. 1957. június 9-én felléptek a Carroll Levis Discoveries Show tehetségkutató versenyen, de nem jutottak túl az előválogatón.
1957. július 6-án az együttes a Szent Péter templom kerti ünnepségén játszott. Az előadás után Ivan Vaughan bemutatta egymásnak John Lennont és Paul Mccartneyt. Paul megmutatta a zenekarnak, hogyan kell felhangolni a gitárt és elénekelte a Twenty Flight Rock és a Be-Bop-A-Lula számokat, saját gitárkíséretével. John javaslatára Pete Shotton hamarosan meghívta a fiút az együttesbe.
Nigel Whalley, aki ekkor a basszuson játszott és egyben menedzselte is az együttest, bejuttatta őket a liverpooli Lee Park Golf Club egyik rendezvényére. Alan Sytner, a Cavern Club tulajdonosa tagja volt a golfklubnak. Néhány előadás után, 1957 augusztusában, a Quarry Men neve már megjelenik a Cavern által a Liverpool Echoban feladott hirdetéseken.
McCartney október 18-án debütált velük a New Clubmoor Hallban, amikor visszatért az iskolai szünetről. A zenekar tagjai (ezen a napon Lennon, McCartney, Hanton, Gary, Griffiths) egyforma ruhát viseltek: hosszúujjú cowboy inget, fekete zsinórnyakkendőt és fekete nadrágot, John és Paul még sportzakót is. Paul volt a szólógitáros, de annyira rosszul játszott, hogy soha többé nem került oda; a gitárt fordítva tartotta és visszafelé játszott, mert nem tudta, hogyan kell áthúrozni a jobbkezes hangszert balkezesre.
Jó néhány egyéb fellépés után, 1958 augusztusában Percy Phillips stúdiójában felvettek egy demoszalagot, amire két dalt játszottak fel: az első egy eredeti Harrison/McCartney szám volt, In Spite of All the Danger; a másik egy Buddy Holly feldolgozás, a That'll Be The Day. Ekkor Lennon, McCartney, Harrison, Hanton és Lowe voltak az együttes tagjai. Phillips később letörölte a szalagot, de Lowe megőrzött belőle egy másolatot.
Jó néhány, később Beatles-lemezeken megjelenő dalt írtak ekkoriban, például az I'll Follow The Sun, Michelle, When I'm Sixty-Four és a One After 909.
Lowe 1958 őszén kilépett a Quarry Menből, de a többiek továbbra is felléptek (például George Harrison bátyjának esküvőjén, december 20-án), egészen 1959 január végéig, amikor a zenekar végleg szétesett.
Lennon és McCartney folytatták a közös zeneszerzést, Harrison pedig csatlakozott a The Les Stewart Quartethez Les Stewarttal és Ken Brownnal. Amikor a The Casbah kávéház 1959 augusztusában megnyílt, Brown elintézte, hogy ők legyenek a hely állandó zenekara. Mivel a kávéház berendezésében segédkezett, nem volt ideje próbákra járni, ezért Stewart nem volt hajlandó fellépni velük. Brown és Harrison kapcsolatba lépett Lennonal és McCartneyval, és a zenekar felvette régi nevét: The Quarrymen. Október 10-én Ken Brown összeveszett a kávéház tulajdonosával, így felbontották az állandó szerződésüket a Casbahnál.
A zenekar legközelebb, mint Johnny And The Moondogs szerepelt a Carroll Levis meghallgatásokon. 1960 májusában Lennon, McCartney és Harrison triójához csatlakozott Stuart Sutcliffe és a dobos Pete Best. Több nevet kipróbáltak (például a Silver Beetles), mielőtt sikerült megállapodniuk a The Beatles mellett. Már ezt használták az 1960 augusztusában induló hamburgi fellépéseiken.

A The Quarrymen látogatása az Egri Road Beatles Múzeumban
2019. május 11-én az Egri Road Beatles Múzeum negyedik születésnapján a zenekar négy tagja látogatását tette Egerben. Rod Davis, Colin Hanton, Len Gerry és Ches Newby leleplezte John Lennon eredeti aláírással ellátott portréját majd 12-én koncertet adott a Gárdonyi Géza színházban.

## Külső hivatkozások
- Original Quarrymen
- Catherine E. Doyle: From Blackjacks to Beatles: How the Fab Four Evolved[halott link]
- The Quarry Men's First Recordings
- Ken Brown
- VH1 Biography of The Quarrymen Archiválva 2016. március 4-i dátummal a Wayback Machine-ben
- John Lennon első zenekarának tagjai jártak az egri Beatles múzeumban Archiválva 2019. május 13-i dátummal a Wayback Machine-ben
- The Quarrymen Live in Eger Archiválva 2019. május 22-i dátummal a Wayback Machine-ben